# 高渠镇
高渠镇，是中华人民共和国四川省绵阳市盐亭县下辖的一个乡镇级行政单位。2019年12月，撤销两河镇和毛公乡，设立高渠镇，将原两河镇和原毛公乡秀山社区、解放村、铁垭村、双林村、桐岭村、群乐村、石船村、马蒙村、高渠村、白石垭村及巨龙镇聚兴社区、裕民村、凤林村、通和村、五里村所属行政区域划归高渠镇管辖，高渠镇人民政府驻魏河街11号。

## 行政区划
高渠镇下辖以下地区：
镇江社区、五一村、高团村、白虎村、东亭村、香山村、新华村、云台村、林场村、保丰村、石门村、文生村、洪沟村、福安村、春燕村、黄龙村、新民村、坭堡村和界牌村。